# Virginia Symphony Orchestra
Das Virginia Symphony Orchestra ist ein US-amerikanisches Sinfonieorchester aus der Metropolregion  Hampton Roads in Virginia.
Das Orchester tritt vor allem in der Chrysler Hall in Norfolk, dem Sandler Center for the Performing Arts in Virginia Beach, dem Ferguson Center for the Arts in Newport News, der Phi Beta Kappa Hall am College of William and Mary in Williamsburg und an der Regent University in Virginia Beach auf. Das Orchester kooperiert mit der Virginia Opera und dem Virginia Arts Festival sowie den Schulbezirken in der Region.
Das 1920 gegründete Sinfonieorchester in Norfolk war damals das einzige solche Orchester zwischen Baltimore und Atlanta.  Während der Rezession der 1970er Jahre wurde das Orchester 1979 mit dem Peninsula Symphony Orchestra und der Virginia Beach Pops Symphony zum Virginia Symphony Orchestra verschmolzen.

## Musikdirektoren
Zum elften Musikdirektor des Orchesters wurde im Mai 1991 mit JoAnn Falletta erstmals eine Frau ernannt. Präsidentin und leitende Direktorin ist Karen Philion.
- Walter Edward Howe (ab 1921)
- W. Henry Baker
- Bart Wirtz
- Arthur Fickenscher
- Frank L. Delpino
- Henry Cowles Whitehead (1934–1948)
- Edgar Schenkman (1948–1966)
- Russell Stanger (1966–1980)
- Richard Williams (1980–1986)
- Winston Dan Vogel (1986–1990)
- JoAnn Falletta (seit Mai 1991)